# فيلكس إيبويه
فيلكس أدولف إيبويه (بالفرنسية: Félix Adolphe Éboué)‏ ـ (26 ديسمبر 1884 ـ 17 مارس 1944) فرنسي أسود من مواليد كايين عاصمة غويانا الفرنسية. كان أجداده من العبيد. تولى مناصب في إدارة المستعمرات الفرنسية، وكان أحد قادة قوات فرنسا الحرة.

## تكريمه
كُرِّم إيبويه بمنحه وسام جوقة الشرف من رتبة ضابط، كما منح وسام التحرير سنة 1941، وكان عضواً بالمجلس المختص بمنح وسام التحرير

## وفاته

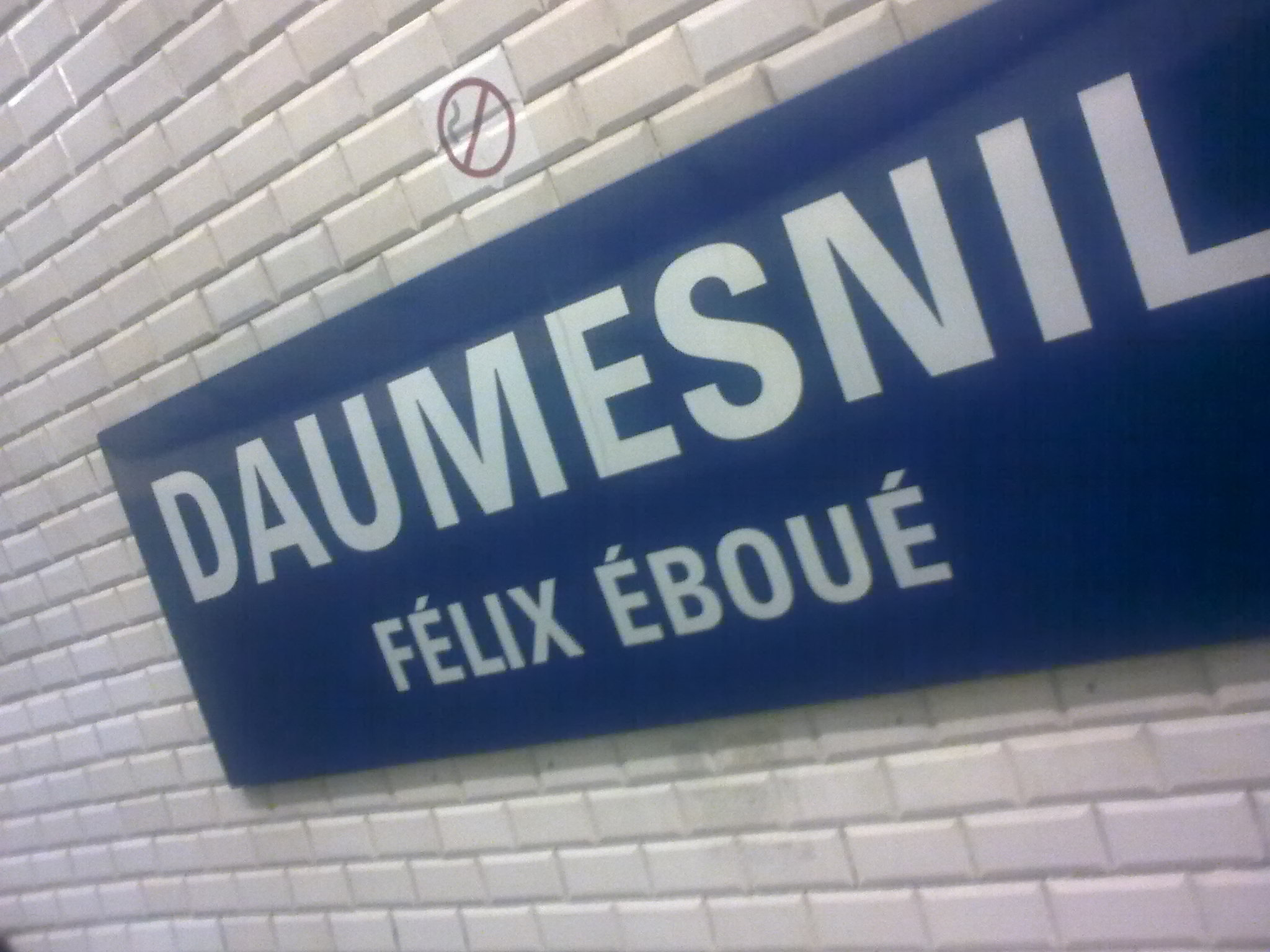
اسم فيلكس إيبويه على لافتة محطة مترو دومانسيل بباريس

توفي إيبويه في القاهرة بمصر إثر أزمة قلبية، وبعد وفاته كرمته المستعمرات الفرنسية في أفريقيا بإصدار طابع بريد تكريماً لذكراه، ودفن رفاته في مقبرة العظماء بباريس ليكون بذلك أول رجل أسود ينال هذا التكريم بعد وفاته، وكان دفنه في مقبرة العظماء في نفس اليوم الذي دفن فيه فكتور شولشر (1804 ـ 1893) وهو أحد أبرز دعاة إلغاء العبودية في القرن التاسع عشر. كما أطلق اسمه على ميدان بالمنطقة الثانية عشرة بباريس، وكذلك تخلد لافتة محطة مترو دومانسيل بباريس اسم إيبويه، ويحمل شارع صغير قرب لا ديفانس اسم إيبويه.

## روابط خارجية
- فيلكس إيبويه على موقع IMDb (الإنجليزية)
- فيلكس إيبويه على موقع الموسوعة البريطانية (الإنجليزية)